# Ismo Toukonen
Ismo Tenho Tapio Toukonen (* 25. April 1954 in Hollola) ist ein ehemaliger finnischer Leichtathlet. Er gewann bei Europameisterschaften eine Bronzemedaille im 3000-Meter-Hindernislauf.

## Sportliche Karriere
Der 1,82 Meter große Ismo Toukonen startete für den Verein Lahden Ahkera aus Lahti. 1978 und 1983 gewann Toukonen bei den finnischen Meisterschaften im 3000-Meter-Hindernislauf, 1985 siegte er im 10.000-Meter-Lauf. In der Halle wurde er 1980 Meister im 3000-Meter-Lauf.
1976 qualifizierte sich Toukonen wie auch sein Landsmann Tapio Kantanen bei den Olympischen Spielen in Montreal für das Finale im 3000-Meter-Hindernislauf. Im Endlauf überquerte Kantanen die Ziellinie als Vierter, Toukonen musste früh abreißen lassen und wurde Zwölfter. Zwei Jahre später bei den Europameisterschaften in Prag erreichte Toukonen als einziger Finne das Hindernisfinale. Im Endlauf lief er in 8:18,29 Minuten die schnellste Zeit seiner Karriere und gewann die Bronzemedaille hinter dem Polen Bronisław Malinowski und dem Deutschen Patriz Ilg. Der zweite Deutsche Michael Karst erreichte das Ziel 0,72 Sekunden hinter Toukonen.